# قانون اساسی مولداوی

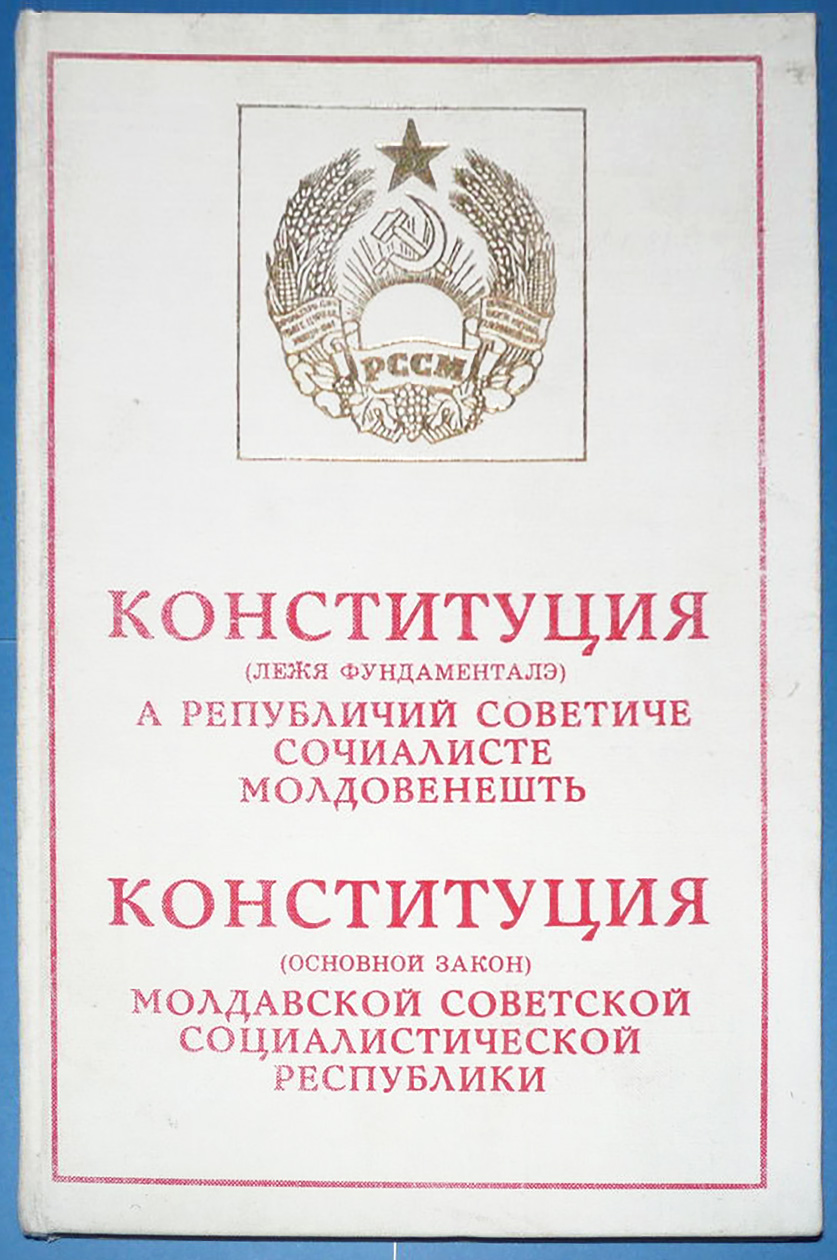
نگاره ای از کتاب قانون اساسی مولداوی

قانون اساسی مولداوی (انگلیسی: Constitution of Moldova) عالی‌ترین قانون جمهوری مولداوی است. قانون اساسی فعلی مولداوی در ۲۹ ژوئیه ۱۹۹۴ توسط مجلس مولداوی به تصویب رسید. این قانون در ۲۷ اوت ۱۹۹۴ به اجرا درآمد و تاکنون ۸ بار اصلاح شده است.